# Paracladura antipodum
Paracladura antipodum är en tvåvingeart som först beskrevs av Josef Mik 1881.  Paracladura antipodum ingår i släktet Paracladura och familjen vintermyggor. Inga underarter finns listade i Catalogue of Life.